# Geopelia
Geopelia – rodzaj ptaków z podrodziny treronów (Raphinae) w rodzinie gołębiowatych (Columbidae).

## Zasięg występowania
Rodzaj obejmuje gatunki występujące w Azji Południowo-Wschodniej i Australazji.

## Morfologia
Długość ciała 19–30 cm; masa ciała 28–150 g.

## Systematyka

### Etymologia
- Geopelia: gr. γεω- geō- „ziemny-”, od γη gē „ziemia grunt”; πελεια peleia „gołąb”[8].
- Stictopeleia: gr. στικτος stiktos „cętkowany, kropkowany”, od στιζω stizō „tatuować”; πελεια peleia „gołąb”[9]. Gatunek typowy: Columba cuneata Latham, 1801.
- Tomopeleia: gr. τομος tomos „ostry, tnący”, od τεμνω temnō „ciąć”; πελεια peleia „gołąb”[10]. Gatunek typowy: Columba maugeus Temminck, 1809.
- Erythrauchaena: epitet gatunkowy Columba erythrauchen Wagler, 1827; οινας oinas, οιναδος oinados „gołąb”[11]. Gatunek typowy: Columba humeralis Temminck, 1821.
- Chrysauchoena: gr. χρυσος khrusos „złoto”; αυχην aukhēn, αυχενος aukhenos „szyja, gardło”; οινας oinas, οιναδος oinados „gołąb”[12]. Gatunek typowy: Columba humeralis Temminck, 1821.

### Podział systematyczny
Do rodzaju należą następujące gatunki:
- Geopelia cuneata – gołąbek diamentowy
- Geopelia striata – gołąbek zebrowany
- Geopelia placida – gołąbek łuskowany
- Geopelia maugeus – gołąbek falisty
- Geopelia humeralis – gołąbek duży